# أغاثو (بابا)

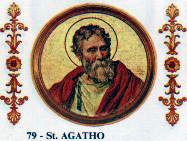
البابا أغاثو

البابا أغاثو (باللاتينية: Agatho) ـ (توفي في 10 يناير 681) هو بابا الكنيسة الكاثوليكية في الفترة من 26 يونيو 678 إلى وفاته سنة 681. تعده الكنيستان الكاثوليكية وكنيسة أرثوذكسية قديسًا، ولا يُعرف الكثير من حياته قبل حبريته، غير أنه يرجح أنه كان واحدًا من القساوسة الصقليين الذين نزحوا إلى روما هربًا من التهديد الإسلامي المتكرر لجزيرة صقلية في منتصف القرن السابع الميلادي.